# 天河 (东淝河)
天河，也称天沟河，位于安徽省中部，是东淝河的东源，发源于肥西县西部铭传乡大潜山，东北流至官亭镇兴桥村，有淠河总干渠经1965年建成的天河渡槽横渡天河，天河向北过柿树岗乡唐老圩转向西北进入寿县，于寿县南部三觉镇董铺注入东淝河，全长49公里。